# سیارک ۲۰۵۷۲
سیارک ۲۰۵۷۲ (به انگلیسی: 20572 Celemorrow، نامگذاری:1999RN137) بیست هزار و پانصد و هفتاد و دومین سیارک کشف شده‌است که در ۹ سپتامبر ۱۹۹۹ کشف شد.
قدر مطلق سیارک برابر ۱۶.۲ است.